# نبردناو کلاس فورمیدبل
نبردناو کلاس فورمیدبل (به انگلیسی: Formidable-class battleship) یک کلاس از کشتی است که طول آن ۴۳۱ فوت (۱۳۱٫۴ متر) می‌باشد.